# Eugénie Duval
Eugénie Duval (Évreux, 3 mei 1993) is een Franse baan- en wegwielrenster die sinds 2017 voor FDJ Nouvelle-Aquitaine Futuroscope uitkomt. In 2018 won Duval het bergklassement in de Boels Ladies Tour.

## Palmares

### Baanwielrennen
| Jaar     | NK                                                                             | EK                              | WK                       | Overig   |
| Junioren | Junioren                                                                       | Junioren                        | Junioren                 | Junioren |
| -------- | ------------------------------------------------------------------------------ | ------------------------------- | ------------------------ | -------- |
| 2011     |                                                                                | ploegenachtervolging            |                          |          |
| Beloften |                                                                                |                                 |                          |          |
| 2013     |                                                                                | 5e achtervolging 6e puntenkoers |                          |          |
| Elite    |                                                                                |                                 |                          |          |
| 2010     | 7e scratch                                                                     |                                 |                          |          |
| 2011     | scratch · 8e puntenkoers                                                       |                                 |                          |          |
| 2012     |                                                                                |                                 |                          |          |
| 2013     | omnium · 5e achtervolging · 9e puntenkoers · 9e scratch                        |                                 |                          |          |
| 2014     | 4e omnium 5e achtervolging                                                     |                                 |                          |          |
| 2015     | 10e scratch                                                                    |                                 | 15e ploegenachtervolging |          |
| 2016     | ploegenachtervolging · omnium · 5e puntenkoers · 6e achtervolging · 7e tijdrit |                                 |                          |          |
| 2017     | koppelkoers · puntenkoers · 10e scratch                                        |                                 |                          |          |
| 2018     | koppelkoers · 6e scratch                                                       |                                 |                          |          |
| 2019     | koppelkoers                                                                    |                                 |                          |          |

### Wegwielrennen
2011
 Frans kampioenschap tijdrijden, junioren
2018
Bergklassement Boels Ladies Tour

#### Resultaten in voornaamste wedstrijden
| Jaar | Ronde van Italië | Ronde van Frankrijk | Ronde van Spanje |
| ---- | ---------------- | ------------------- | ---------------- |
| 2014 |                  | 79e                 |                  |
| 2015 |                  |                     | 22e              |
| 2016 |                  | 34e                 | 54e              |
| 2017 | 86e              |                     | 16e              |
| 2018 | 38e              | 28e                 | opgave           |
| 2019 |                  | opgave              | 30e              |
| 2020 | 71e              |                     |                  |
| 2021 | 47e              |                     |                  |
| 2022 |                  |                     |                  |
| 2023 | 74e              |                     |                  |
| 2024 |                  |                     |                  |
| 2025 |                  |                     |                  |

| Jaar | Ronde van Vlaanderen | Parijs-Roubaix | Amstel Gold Race | Le Samyn | Strade Bianche |  | WK op de weg |
| ---- | -------------------- | -------------- | ---------------- | -------- | -------------- |  | ------------ |
| 2014 |                      |                |                  |          |                |  | opgave       |
| 2015 | opgave               |                |                  | 49e      |                |  |              |
| 2016 | opgave               |                |                  |          | 48e            |  | 100e         |
| 2017 | opgave               |                |                  | 46e      | opgave         |  | 76e          |
| 2018 | 73e                  |                | opgave           |          | opgave         |  | opgave       |
| 2019 | 44e                  |                | 45e              | 10e      |                |  | 89e          |
| 2020 | 28e                  |                |                  |          | opgave         |  |              |
| 2021 | 54e                  | 27e            |                  |          |                |  | 49e          |
| 2022 | 61e                  | 72e            |                  | 15e      |                |  |              |
| 2023 |                      | 4e             |                  | 74e      |                |  |              |
| 2024 |                      |                |                  |          |                |  |              |
| 2025 |                      | 87e            |                  | 21e      |                |  |              |

## Ploegen
- 2015 –  Poitou-Charentes.Futuroscope.86
- 2016 –  Poitou-Charentes.Futuroscope.86
- 2017 –  FDJ Nouvelle-Aquitaine Futuroscope
- 2018 –  FDJ Nouvelle-Aquitaine Futuroscope
- 2019 –  FDJ Nouvelle-Aquitaine Futuroscope
- 2020 –  FDJ Nouvelle-Aquitaine Futuroscope
- 2021 –  FDJ Nouvelle-Aquitaine Futuroscope
- 2022 –  FDJ-Suez-Futuroscope
- 2023 –  FDJ-Suez
- 2024 –  FDJ-Suez
- 2025 –  FDJ-Suez

Biannic · Bravard · Demay · Dreville · Duval · Eraud · Fournier · Gillow · Guilman · Knetemann · Richioud · Yonamine
Bravard · Demay · Duval · Fournier · Gillow · Grossetête · Guilman · Kitchen · Muzic · Richioud · Slik · Tenniglo
Becker · Borgli · Bravard · Demay · Duval · Fahlin · Gillow · Grossetête · Guilman · Kitchen · Le Net · Muzic · Richioud · Wiel
Borgli · Chapman · Duval · Fahlin · Gillow · Grossetête · Guilman · Kitchen · Le Net · Muzic · Uttrup Ludwig · Wiel
Borgli · Cavalli · Chapman · Duval · Fahlin · Grossetête · Guilman · Kitchen · Le Net · Muzic · Uttrup Ludwig · Wiel
Borgli · Brown · Cavalli · Chapman · Copponi · Duval · Fahlin · Grossetête · Guazzini · Guilman · Le Net · Muzic · Uttrup Ludwig · Wiel
Adegeest · Borgli · Brown · Cavalli · Copponi · Duval · Fahlin · Grossetête · Guazzini · Guilman · Le Net · Muzic · Uttrup Ludwig · Verhulst · Wiel
Adegeest · Brown   · Buysman · Cavalli · Curinier · Demay · Duval · Guazzini · Kraak · Le Net · Molengraaf · Muzic · Uttrup Ludwig · Verhulst · Vigilia · Wiel
Adegeest · Buysman · Chabbey · Curinier · Demay · Duval · Gery · Guazzini · Kraak · Labous · Le Net · Molengraaf · Muzic · Rayer · Vigilia · Vollering · Wiel · Wollaston